# Az igazság nyomában (film, 2019)
Az igazság nyomában (eredeti cím: Angel of Mine) 2019-ben bemutatott amerikai dráma-thriller, melyet Luke Davies és David Regal forgatókönyve alapján Kim Farrant rendezett. A főszerepben Noomi Rapace, Luke Evans, Yvonne Strahovski és Richard Roxburgh látható. A film a 2008-as Mark of an Angel című francia film remake-je.
Világpremierje a Melbourne Nemzetközi Filmfesztiválon volt, 2019. augusztus 14-én, Az Amerikai Egyesült Államokban augusztus 30-án mutatta be a Lionsgate Films. Magyarországon DVD-n jelent meg szinkronizálva 2020 december elején.

## Cselekmény
Hét évvel ezelőtt Lizzie Manning elvesztette újszülött lányát a szülészeti klinikán keletkezett tűzben. Soha nem tudta igazán feldolgozni ezt a sorscsapást, és azóta is mentális problémákkal küzd. Terápiára jár, de képtelen uralkodni magán, ezért volt férje, Mike is megpróbálja megszerezni fiuk, Thomas kizárólagos felügyeleti jogát. Egy partin Lizzie felismerni véli lányát a hétéves Lolában, és hazáig követi az anyját. Ott rájön, hogy az otthonukat meghirdették eladásra. Vevőjelöltnek adja ki magát, és a fiával együtt meglátogatja a házat. Mivel Thomas Lola bátyjával barátkozik, Lizzie kezdetben észrevétlenül tudja megközelíteni Lolát. 
Lola édesanyja, Claire azonban egyre jobban aggódik. Egy balettelőadáson, amelyen Lola részt vesz, Claire rájön, hogy Lizzie a szárnyakról figyeli őt, és felkelti Lola figyelmét. Az előadás után Bernard, Claire férje megkeresi Lizzie-t, és meghívja a költözés előtti búcsúbulira. Amikor Claire megérkezik, Lizzie gyorsan elköszön. Mindkét szülő egyre furcsábbnak találja a lány viselkedését.
Claire meglátogatja Lizzie-t a munkahelyén, hogy figyelmeztesse. Lizzie ekkor mesél neki a tűzről és arról, hogy szerinte Lola a saját lánya. Claire válaszul kijelenti; Lola egy másik klinikán született, és figyelmezteti, tartsa magát távol a családjától. Egy gyerekzsúron Lizzie úgy tesz, mintha Claire barátnője lenne, és szó nélkül elviszi Lolát csónakázni. Amikor Claire felhívja őket, hogy megbizonyosodjon, hogy a gyereke jól van-e, azonnal odamegy. Odaérve Lizzie már nincs ott, Lola pedig teljesen nyugodt. A kislány állítása szerint Lizzie angyalokról és babákról beszélgetett vele. 
Otthon Lizzie sem Mike, sem a szülei részéről nem talál megértésre. Mindannyian arra biztatják, hogy végre dolgozza fel a veszteséget. Mivel Bernard meghívta őt, Lizzie elmegy a búcsúbulira. Megpróbál Lola szülei által észrevétlenül bejutni Lola szobájába, de Claire felfedezi és gorombán kidobja. Felszólítja, hagyja abba a zaklatást, különben értesítik a rendőrséget. Lizzie kint várakozik a kocsiban, amíg az utolsó vendégek is távoznak, majd visszalopakodik a házba. Lola szobájába is bejut azzal a céllal, hogy ollóval hajmintát vágjon, de rájön, Lola nem otthon alszik. Amikor Claire, akit a gyerekszobában hallott zaj riaszt, elmegy megnézni; Lizzie Lola szekrényében bújik el.
Mivel a ház éjjel zárva van, és a riasztórendszer be van kapcsolva, Lizzie-nek nincs más választása, mint a szekrényben tölteni az éjszakát. Másnap reggel Lola hajszálát keresi az ágyában, mivel genetikai vizsgálatot akar végeztetni. Végül elteszi zsebre Lola hajkeféjét, ami kilóg a táskából, mert az túl kicsi. 
Amikor megpróbál kisurranni a házból, Claire az utolsó pillanatban kiszúrja. A hajkefét látva azonnal felismeri a helyzetet, és megtámadja Lizzie-t. Egy üveg képkeret összetörik, és mindkét nő megsérül a szilánkoktól. Az elmérgesedő vitában Claire végül megragadja Lizzie ollóját, és a torkához szorítja. Lizzie azt mondja neki, hogy ölje meg, mert ellopta a gyerekét. Claire megtörik, és azt mondja, nem lopta el a babáját, hanem megmentette. Az ő saját babája megfulladt a tűzben. Mivel a férje nem volt jelen a szülésnél, nem vett észre semmit a cseréről. Ő maga azt hitte, a másik baba anyja meghalt. Amint a vallomás elhangzik, a nők rájönnek, hogy Bernard időközben megérkezett, és mindent kihallgatott.
Az utolsó jelenetben látható, ahogy Bernard elviszi Lolát a pihenni vágyó Lizzie-hez, Mike-hoz és Lizzie szüleihez. Claire eközben lehangoltan ül a kocsiban. Gyermekrablás miatt bíróság elé állítják. Lola eleinte még félénk, de amikor Lizzie felveti, hogy a bátyja eljöhetne játszani Thomasszal, boldogan beleegyezik, és kiszalad a kertbe.

## Szereplők
| Szerep  | Színész           | Magyar hang        |
| ------- | ----------------- | ------------------ |
| Lizzie  | Noomi Rapace      | Bogdányi Titanilla |
| Mike    | Luke Evans        | Szabó Máté         |
| Claire  | Yvonne Strahovski | Mezei Kitty        |
| Bernard | Richard Roxburgh  | Epres Attila       |
| Lola    | Annika Whiteley   |                    |
| Thomas  | Finn Little       |                    |
| Lena    | Tracy Mann        |                    |
| Carl    | Pip Miller        | Szersén Gyula      |
| Brian   | Rob Collins       | Posta Victor       |

## A film készítése
2018 februárjában bejelentették, hogy Noomi Rapace csatlakozik a film szereplőihez, Luke Davies és David Regal a forgatókönyvíró, Kim Farrant pedig a rendező lett. 2018 márciusában Yvonne Strahovski a szereplőgárda tagja lett. 2018 májusában Luke Evans is leszerződött a filmhez.

## Bemutató
A film világpremierje a Melbourne Nemzetközi Filmfesztiválon volt, 2019. augusztus 14-én. Ezt követően 2019. augusztus 30-án jelent meg az Amerikai Egyesült Államokban a Lions Gate Entertainment forgalmazásában.

## Fordítás
- Ez a szócikk részben vagy egészben  az   Angel of Mine (film) című angol Wikipédia-szócikk fordításán alapul.  Az eredeti cikk szerkesztőit annak laptörténete sorolja fel. Ez a jelzés csupán a megfogalmazás eredetét és a szerzői jogokat jelzi, nem szolgál a cikkben szereplő információk forrásmegjelöléseként.